# Степанова Анна Аркадіївна
Степанова Анна Аркадіївна — доктор філологічних наук, професор.

## З життєпису
2015 — професор кафедри англійської філології та перекладу (Атестат професора 12ПР № 011009 від 15.12.2015).
2014 — доктор філологічних наук. Спеціальності: 10.01.04 «Література зарубіжних країн»; 10.01.05 «Порівняльне літературознавство». Тема докторської дисертації: «Рефлексії про фаустівську культуру в літературному процесі Європи та США 1920–1930-х рр.: естетика, поетологія, типологія» (Диплом ДД № 003656 від 23.09.2014).
2004 — доцент кафедри англійської філології та перекладу (Атестат доцента 02 ДЦ № 001734 від 17.06.2004).
1999 — кандидат філологічних наук. Спеціальність 10.01.06 «Теорія літератури». Тема кандидатської дисертації: «Взаємозв'язок жанру і пафосу в драматургії М. Булгакова» (Диплом ДК № 003025 від 14.04.1999).

## Освіта
2017—2019 — Університет імені Альфреда Нобеля за спеціальністю «Філологія», кваліфікація: магістр філології, перекладач з англійської та російської мов, викладач (Диплом з відзнакою М19 № 021475 від 31.01.2019).
2010—2013 — Докторантура Дніпровського національного університету імені Олеся Гончара.
1995—1998 — Аспірантура Дніпровського національного університету імені Олеся Гончара.
1990—1995 — філологічний факультет Дніпропетровського державного університету спеціальність «Російська мова і література».

## Діяльність
Викладає навчальні дисципліни базової та професійної підготовки («Історія зарубіжної літератури», «Теорія літератури і компаративістика», «Новітня світова культура і література», «Медіатекст і міжкультурна комунікація», «Західноєвропейська и американська література XX ст.»).
А. А. Степанова веде активну наукову діяльність. Є виконавцем наукової теми «Полікультурні аспекти романо-германського філологічного дискурсу та проблеми викладання перекладу, іноземних мов і літератур» (державний реєстраційний номер 0119U000132). Опубліковано понад 150 наукових та науково-методичних праць (перелік публікацій за останні п'ять років додається). Сфера наукових інтересів — історія зарубіжної літератури, порівняльне літературознавство, західноєвропейська і американська художня культура (живопис, кіномистецтво), філософія, естетика.
Має вітчизняні нагороди за наукову діяльність та міжнародні наукові відзнаки.
Є керівником студентських наукових робіт-переможців Всеукраїнського конкурсу студентських наукових робіт МОН України.
Є головним редактором наукового фахового видання «Вісник Університету імені Альфреда Нобеля. Серія: Філологічні науки»
Є Членом редколегій наукових фахових видань України
- Записки з романо-германської філології. Періодичне наукове фахове видання. Одеський національний університет ім. І. І. Мечнікова;
- Ренесансні студії. Запорізький національний університет.

Є співкерівником дисертації на здобуття наукового ступеня доктора філософії з філологічних наук докторанта кафедри світової літератури Бакінського державного університету (Азербайджан) (тема дисертації «Антиутопія у творчості В. Голдінга»).